# Lidingösången
Lidingösången är ett populärt namn på en visa av Carl Michael Bellman som denne skrev till makarna Widman på Elfviks gård på Lidingö den 6 juli 1788. Av Bellmans manuskript framgår inte vilken melodi som ska användas till texten, men versmåttet är detsamma som till ”Fjäriln vingad syns på Haga” och det är också den melodi som allmänt har använts till denna Lidingöbornas egen hembygdssång.

## Text
Glada bygd, så täckt belägen 

mitt i vattnets lugna våg, 

dina åkrar pryda vägen 

med en hög och gulnad råg; 

dina vikar tyst förära 

fångst av gädda, mört och mer. 

Överallt i dälden nära 

man de röda smultron ser.

På en hög och ljusblå bölja 

fladdra seglen bort och fram: 

Stundom masterna sig dölja, 

stundom höjs en vimplad stam. 

Dagens timmar lätt försvinna 

under nöjen, spel och sång, 

där en värd och en värdinna 

ha förbjudit krus och tvång.